# Registraire général (Angleterre-et-Galles)
Le registraire général pour la juridiction d’Angleterre-et-Galles (Registrar General for England and Wales en anglais), ou registraire général de Galles-et-Angleterre (Cofrestrydd Cyffredinol Cymru a Lloegr en gallois), plus communément connu comme « le registraire général » (the Registrar General en anglais et y Cofrestrydd Cyffredinol en gallois), est le titre porté par la personne chapeautant le Bureau du registre général (en), dont la zone d’activité s’étend à la juridiction d’Angleterre-et-Galles.
La fonction est créée le 19 août 1836 sous l’appellation de « registraire général des naissances, morts et mariages en Angleterre » (Registrar General of Births, Deaths, and Marriages in England en anglais). Le registraire général assure, ex officio, la direction générale de le Bureau des recensements de population et des enquêtes pendant l’existence de cette organisation ministérielle, de 1970 à 1996. Dirigeant l’Autorité des statistiques du Royaume-Uni (en), il porte le titre additionnel de statisticien national entre 2000 et 2009. Thomas George William Greig a été nommé registraire général le 26 février 2024.

## Histoire
Une loi du Parlement du Royaume-Uni, dite « acte pour l’enregistrement des naissances, décès, et mariages en Angleterre » (An Act for Registering Births, Deaths, and Marriages in England en anglais), est sanctionnée le 17 août 1836 par Guillaume IV. Selon celle-ci, un « Bureau du registre général (en) » (The General Register Office en anglais) conservant l’ensemble des actes d’état civil des sujets de la Couronne en Angleterre doit être formé. La nomination d’un « registraire général des naissances, décès, et mariages en Angleterre » (Registrar General of Births, Deaths, and Marriages in England en anglais) doit être formulée par la Couronne sous le grand sceau du Royaume-Uni. Les fonctions de registraire général sont exercées selon le plaisir de Sa Majesté.

## Terminologie

### Langue anglaise
En anglais, la fonction est initialement appelée « registraire général des naissances, morts et mariages » (Registrar General of Births, Deaths, and Marriages en anglais) au sens du Births and Deaths Registration Act 1836. Traité de « registraire général des naissances, morts et mariages en Angleterre » (Registrar General of Births, Deaths, and Marriages in England en anglais) dans les lettres patentes de nomination de 1836, il prend le titre de « registraire général pour la juridiction d’Angleterre-et-Galles » (Registrar General for England and Wales en anglais) à la suite de celles de 1974, prenant effet au 1er novembre 1972,.

### Langue galloise
Le nom en gallois du registraire général apparaît pour la première fois dans les Registration of Births and Deaths (Welsh Language) Regulations 1987. Il y est présenté comme le « registraire général » (Cofrestrydd Cyffredinol en gallois). Des publications internes du Bureau des statistiques nationales le qualifient de « registraire général de Galles-et-Angleterre » (Cofrestrydd Cyffredinol Cymru a Lloegr en gallois) en forme longue,.

## Rôle
Plusieurs fonctions sont initialement exercées par le registraire général d’après la loi de 1836 :
- la formulation d’un abstract annuel du nombre de naissances, décès, et mariages enregistrés pendant l’année en cours ;
- la nomination d’un nombre suffisant de registraires surintendants (Superintendent Registrars en anglais) dans les districts ;
- l’impression d’un nombre suffisant de registres pour enregistrer l’ensemble des naissances, décès et mariages des sujets de la Couronne selon les formes prescrites par la loi (en particulier, des registres de naissance et des registres de décès).

## Liste des registraires généraux
| Registraire général           | Nomination                                   | Mandat                       | Mandat                       | Qualité |
| ----------------------------- | -------------------------------------------- | ---------------------------- | ---------------------------- | --- |
| Thomas Henry Lister           | Lettres patentes notifiées le 19 août 1836   | Non précisé                  | 5 juin 1842 (décès)          | |
| George Graham                 | Lettres patentes notifiées le 20 juin 1842   | Non précisé (démissionnaire) | Non précisé (démissionnaire) | |
| Brydges Powell Henniker       | Lettres patentes notifiées le 3 janvier 1880 | Non précisé (démissionnaire) | Non précisé (démissionnaire) | |
| Reginald MacLeod (en)         | Lettres patentes notifiées le 8 février 1900 | Non précisé                  | 15 août 1902                 | |
| William Cospatrick Dunbar     | Lettres patentes notifiées le 15 août 1902   | Non précisé (démissionnaire) | Non précisé (démissionnaire) | |
| Bernard Mallet (en)           | Lettres patentes du 21 juillet 1909          | Non précisé (démissionnaire) | Non précisé (démissionnaire) | Commissaire à l’Inland Revenue (en) (avant 1909) |
| Sylvanus Percival Vivian (en) | Lettres patentes du 1er janvier 1921         | Non précisé (retiré)         | Non précisé (retiré)         | |
| George Cecil North            | Lettres patentes du 1er novembre 1945        | Non précisé (retiré)         | Non précisé (retiré)         | |
| Edward Michael Tyndall Firth  | Lettres patentes du 1er mai 1958             | Non précisé (retiré          | Non précisé (retiré          | |
| Michael Reed                  | Lettres patentes du 1er mars 1963            | Non précisé                  | 31 octobre 1972 (retiré)     | |
| George Paine                  | Lettres patentes du 22 janvier 1974          | 1er novembre 1972            | Non précisé (retiré)         | |
| Arthur Roger Thatcher (en)    | Lettres patentes du 15 avril 1978            | Non précisé (retiré)         | Non précisé (retiré)         | |
| Gillian Theresa Banks         | Lettres patentes du 1er décembre 1986        | Non précisé (retirée)        | Non précisé (retirée)        | |
| Peter John Wormald            | Lettres patentes du 2 avril 1990             | Non précisé (retiré)         | Non précisé (retiré)         | |
| David Holt (en)               | Lettres patentes du 1er avril 1996           | Non précisé (démissionnaire) | Non précisé (démissionnaire) | |
| Isobel Mary Macdonald-David   | Lettres patentes du 1er avril 2000           | Non précisé                  | Non précisé                  | |
| Leonard Warren Cook (en)      | Lettres patentes du 7 juin 2000              | Non précisé                  | Non précisé                  | |
| Karen Hope Dunnell (en)       | Lettres patentes du 1er septembre 2005       | Non précisé                  | Non précisé                  | |
| James Douglas Ellis Hall      | Lettres patentes du 2 mai 2008               | Non précisé                  | Non précisé                  | |
| Sarah Oonagh Rapson           | Lettres patentes du 12 novembre 2010         | Non précisé                  | Non précisé                  | Directrice exécutive du service des passeports, puis, du bureau des passeports de Sa Majesté (en) (2010-2014) Directrice générale du UK Visas and Immigration (en) (à partir de 2014) |
| Paul William Pugh             | Lettres patentes inconnues                   | Non précisé                  | Non précisé                  | Directeur exécutif du bureau des passeports de Sa Majesté (en) (à partir de 2014) |
| Mark Thomson                  | Lettres patentes du 24 août 2015             | Non précisé                  | Non précisé                  | |
| Myrtle Lloyd                  | Lettres patentes du 1er avril 2020           | Non précisé                  | Non précisé                  | |
| Abigail Tierney (en)          | Lettres patentes du 1er avril 2021           | Non précisé                  | Non précisé                  | Directrice générale du bureau des passeports de Sa Majesté (en) et du UK Visas and Immigration (en) (à partir de 2020)                                                                |
| Thomas George William Greig   | Lettres patentes du 26 février 2024          | Non précisé                  | Non précisé                  | Directeur au bureau des passeports de Sa Majesté (en) (à partir de 2022) |